# Lazarevzee

De zee bovenaan de kaart

De Lazarevzee (Engels: Lazarev Sea) is een voorgestelde naam voor een deel van de Zuidelijke Oceaan voor de kust van Antarctica. Het ligt voor de kust van Prinses Astridkust van Koningin Maudland van Oost-Antarctica, ongeveer tussen 0° OL en 14° OL. De heersende waterdiepte in de Lazarevzee is 3000 meter en de maximale diepte bedraagt meer dan 4500 meter. Het strekt zich uit over een oppervlakte van 929.000 km².
Het zou worden begrensd door twee andere voorstellen uit een ontwerp van de Internationale Hydrografische Organisatie (IHO) uit 2002, de Riiser-Larsenzee in het oosten en de Koning Haakon VII-zee in het westen.

## Voorstel
De Lazarevzee werd in 1962 door de Sovjet-Antarctische Expeditie genoemd ter ere van de Russische admiraal Mikhail Lazarev. De naam verscheen voor het eerst als voorstel aan de IHO in het IHO-ontwerp van 2002. Dit ontwerp is nooit goedgekeurd door de IHO (of enige andere organisatie), en het IHO-document uit 1953 (dat de naam niet bevat) blijft momenteel van kracht. Toonaangevende geografische autoriteiten en atlassen gebruiken de naam niet, inclusief de 10e editie van de Wereldatlas uit 2014 van de National Geographic Society in de Verenigde Staten en de 12e editie uit 2014 van de Britse Times Atlas of the World. Maar op door de Sovjet-Unie en Rusland uitgegeven kaarten wel.